# 冰川锅穴

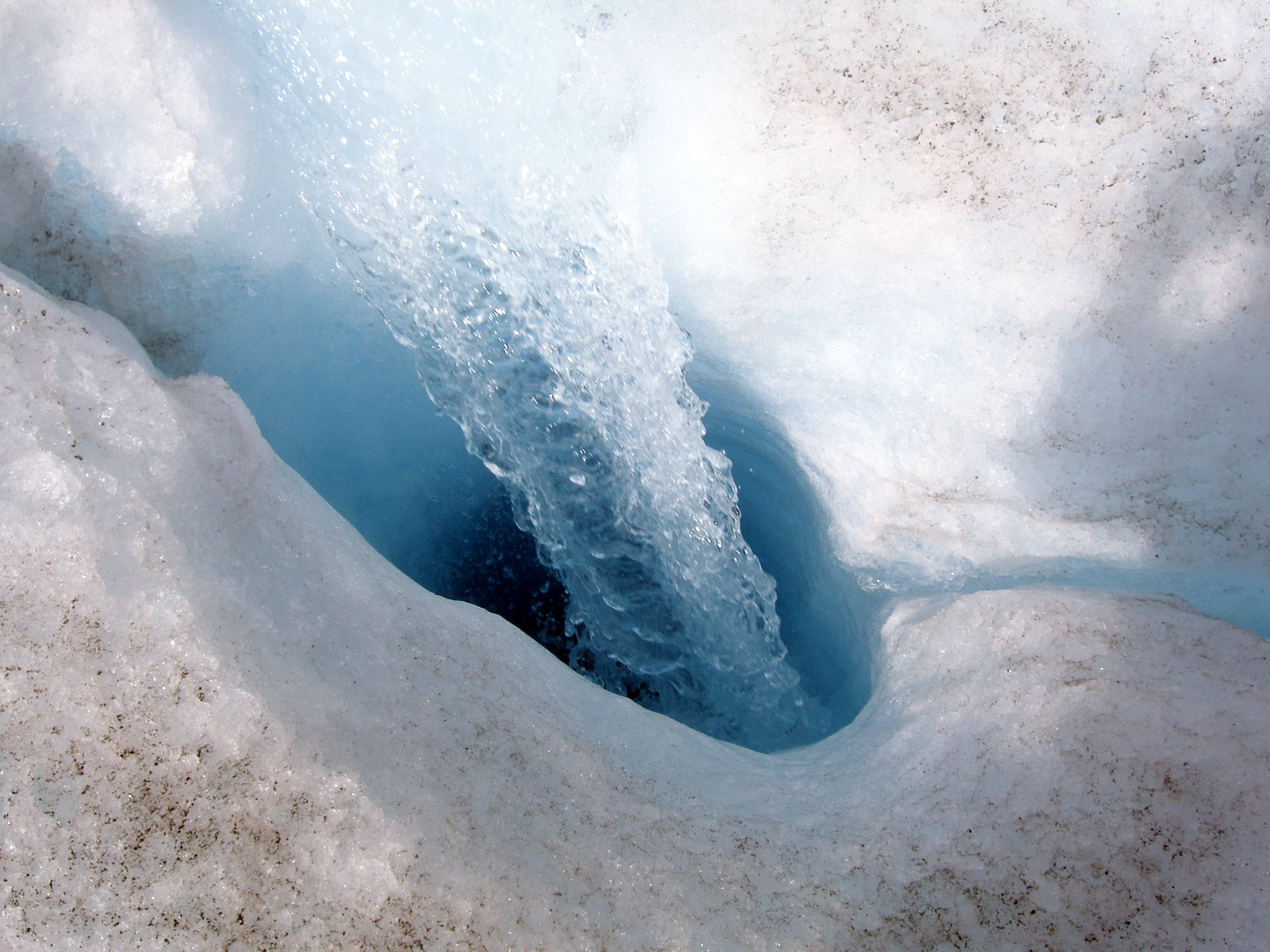
冰川锅穴

冰川锅穴，又称冰臼（英語：Moulin，起源于法语），是一种冰川特有的现象。它的形成犹如古语中的“水滴石穿”：冰川表面融化的水沿着冰川裂隙向下流动而缓慢形成深坑。由于冰层的巨大压力，这些流动的水呈现出圆柱体钻孔的方式，向下进行强烈研磨和冲击，从而逐渐形成深坑，这些深坑形如一口一口的锅，故名锅穴。大小各异的冰川锅穴可以大至十米之宽，百米之深，一直延伸到冰川底部。因此，冰川锅穴会润滑冰川底部，从而形成冰川洞，甚至可以导致整个冰川的崩塌。